# Soziedad Alkoholika
Soziedad Alkoholika (även kända som SA) är ett spanskt hardcorepunk/thrash metal-band som grundades i Baskien år 1988 och är idag väldigt stora inom spanska undergroud punk och metal scenen, lika så i Sydamerika.
Deras låttexter (skriva för det mesta på spanska) innehåller främst samhällskritik. Bland annat riktar man hård och aggressiv kritik mot militarism, fascism, rasism, sexism, dekadens och monarki. Detta har fått politiska partier som konservativa Partido Popular och antiterrorföreningen AVT (Asociación Victimas del Terrorismo) att reagera negativt och 2002 blev bandet anklagade för att stödja terroristerna i Euskadi ta Askatasuna (ETA) och för att uppmana till våld och terrorism i deras låttexter. Som konsekvens av detta blev många framtida konserter och deltagande i evenemang inställda och skivaffärer runt hela Spanien tog tillfälligt bort alla skivor med SA de hade. Som svar på detta kommenterade bandet att de aldrig har gett ETA stöd och att AVT missuppfattar budskapen i deras låttexter. År 2006 dömdes de och blev skuldfria. Trots det har kontroverserna och inställda konserter inte slutat där.

## Medlemmar
Nuvarande medlemmar
- Juan Aceña – sång (1988– )
- Jimmy – gitarr (1988– )
- Pirulo – basgitarr (1996– )
- Iñigo – gitarr (2009– )
- Mikel Gómez – trummor (2024– )

Tidigare medlemmar
- Oskar – gitarr (1988–1990)
- Pedro – gitarr (1990–1997)
- Javi (Javier Garcia) – gitarr (1998–2009)
- Iñaki – basgitarr (1988–1996)
- Roberto – trummor (1988–2014)
- Alfred Berengena – trummor (2014–2024)

Turnerande medlemmar
- Alfred Berengena – trummor (2012–2014)

## Diskografi
Demo
- Intoxikazión etílika (1990)

Studioalbum
- Soziedad Alkoholika (1991)
- Y ese que tanto habla, está totalmente hueco, ya sabéis que el cántaro vacío es el que más suena (1993)
- Ratas (1995)
- Diversiones...? (1996)
- ¡No intente hacer esto en su casa! (1997)
- Polvo en los ojos (2000)
- Tiempos oscuros (2003)
- Mala Sangre (2008)
- Sesión#2 (nyinspelning av Soziedad Alkoholika) (2009)
- Cadenas de odio (2011)
- Sistema Antisocial (2017)
- Confrontación (2024)

Livealbum
- Directo (1999)
- En bruto XIX (2019)

EP
- Feliz Falsedad (1992)
- Caucho Ardiendo (2013)

Singlar
- "Ariel Ultra" (1993)
- "Ratas" (1995)
- "Apestáis" (2011)
- "No olvidamos, 3 de marzo" (2017)

Samlingsalbum
- Piedra Contra Tijera (2013)

Video
- Kontzertua Gaztetxean (VHS) (1994)
- Corrosiva! (DVD) (2006)

Annat
- Mil a Gritos Vol. 3 (delad album: Anarko / Soziedad Alkoholika / Eraso! / Kaos Etiliko / Obligaciones) (2000)
- Hardcore (albumsamarbete: Soziedad Alkoholika / Violadores del Verso) (2010)